# Инжиевский, Алексей Алексеевич
Алексей Алексеевич Инжиевский (16 ноября 1934, Незлобная, Ставропольский край — 1 марта 2023, Москва) — советский и российский государственный деятель и дипломат. Первый секретарь Карачаево-Черкесского обкома КПСС (1978—1988), делегат трёх съездов. Депутат Совета Национальностей Верховного Совета СССР 10-11 созывов (1979—1989) от Карачаево-Черкесской АО. Неоднократно избирался депутатом Ставропольского городского, Ставропольского краевого, Карачаево-Черкесского областного Советов народных депутатов. Кандидат экономических наук. Чрезвычайный и Полномочный посланник первого класса. Полковник запаса.

## Биография
Родился 16 ноября 1934 года в семье рабочего.
После окончания средней школы в ст. Незлобной Георгиевского района, а затем Ставропольского сельскохозяйственного института начал трудовую деятельность в 1956 году главным специалистом Беломечетской МТС, затем работал главным специалистом овцесовхоза «Беломечетский» Невинномысского района Ставропольского края. Избирался секретарём первичной комсомольской организации МТС и членом Невинномысского райкома комсомола.
С 1958 по 1962 годы — на освобождённой комсомольской работе в Невинномысском и Кочубеевском районах Ставропольского края, затем в аппарате ЦК ВЛКСМ в Москве. Вернувшись на Ставрополье, девять лет работал начальником райсельхозуправления, затем первым секретарём Шпаковского райкома КПСС.
С 1970 по 1976 годы работал зав. отделом Ставропольского крайкома КПСС, затем, с 1976 по 1978 годы — первым секретарём Ставропольского горкома партии. В последующие десять лет А. А. Инжиевский избирался первым секретарем Карачаево-Черкесского обкома КПСС. За этот период экономика и культура региона динамично развивались, Карачаево-Черкесская автономная область многократно награждалась переходящими знаменами Правительства СССР, РСФСР, ВЦСПС, а также Ставропольского края.
В 1988 году А. А. Инжиевский был переведён на дипломатическую работу — Генеральным консулом СССР, а затем и Российской Федерации в Болгарии, в городах Пловдиве и Варне (сентябрь 1989 — январь 1992). Имеет дипломатический ранг — Чрезвычайный и Полномочный посланник первого класса. За пять лет дипломатической службы внес заметный вклад в укрепление экономических и политических связей нашей страны с Болгарией.
После отставки с дипломатической службы работал в должности первого заместителя главы города Ессентуки Ставропольского края, затем первым заместителем генерального директора Ессентукского санаторно-курортного управления, внёс заметный вклад в развитие Ессентукского курорта.
Был первым вице-президентом землячества «Ставропольцы».
Скончался 1 марта 2023 года. Похоронен на Троекуровском клалбище (уч. 24а). 

## Семья
Жена, дочь, сын, внук и две внучки.

## Награды
- четыре ордена
- 11 медалей СССР и России, в том числе:
  - медаль «За заслуги перед Ставропольским краем»
  - юбилейная медаль «В память 850-летия Москвы»
  - медаль «Ветеран труда»
- три медали Народной Республики Болгария